# Aeropuerto de Sørkjosen
El Aeropuerto de Sørkjosen (en noruego, Sørkjosen lufthavn) (IATA: SOJ, OACI: ENSR) es un aeropuerto regional que sirve a la ciudad de Sørkjosen, en el municipio de Nordreisa, provincia de Troms, Noruega. Está situado a cinco kilómetros al noroeste del centro administrativo del municipio, Storslett, y su operador es la empresa estatal Avinor. Tiene una pista de 880 metros y en él presta servicio la aerolínea Widerøe, utilizando aviones Dash 8-100 en las rutas hacia Tromsø y algunas comunidades de Finnmark, cumpliendo con contratos bajo la modalidad de servicio público obligatorio. En 2014 pasaron por el aeropuerto 15 198 pasajeros.

## Historia
Sørkjosen fue elegido, a mediados de la década de 1960, como uno de los posibles emplazamientos para albergar un aeropuerto STOL, tras la creación de un plan que tenía como objetivo construir una red de aeropuertos regionales. En 1972 el parlamento aprobó su construcción. Las aerolíneas Widerøe y Norving se presentaron al concurso para la concesión de la operación de las rutas subvencionadas de Finnmark, incluyendo la ruta a Sørkjosen. Finalmente, en 1973 resultó ganadora Widerøe. El aeropuerto inició sus operaciones el 1 de agosto de 1974, junto con otros cuatro aeropuertos en Finnmark.

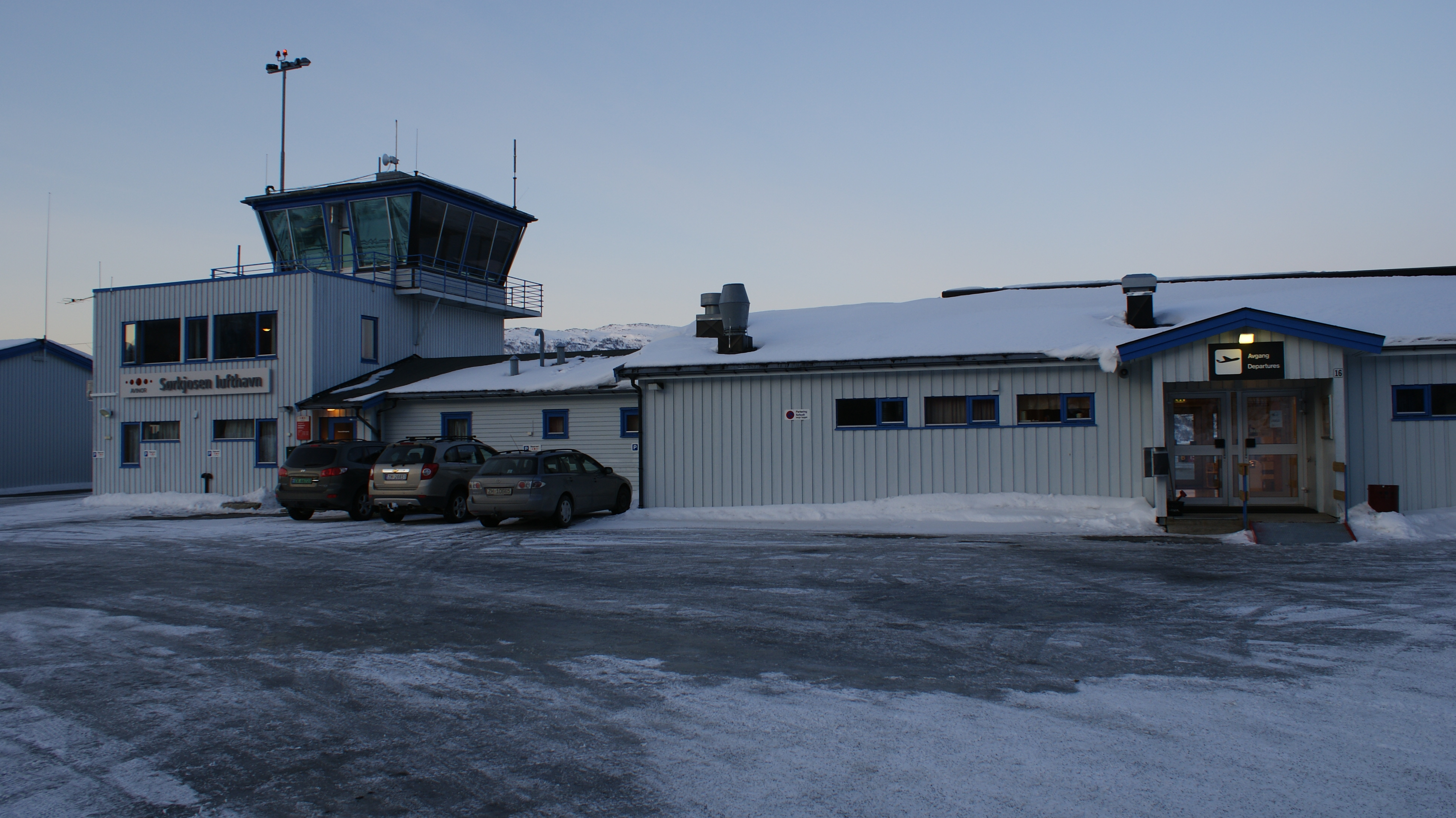
Terminal del aeropuerto

En 1992 se construyó una estación de bomberos que presta servicio tanto al aeropuerto como al municipio de Nordreisa, con un costo de 3,2 millones de coronas noruegas. Ese mismo año, tres empleados del aeropuerto iniciaron una huelga de cinco semanas demandando un contrato colectivo, paralizando completamente las operaciones. A pesar de ello, sus demandas fueron denegadas. En 1994 Avinor realizó un estudio y recomendó que nueve aeropuertos (incluyendo el de Sørkjosen) fueran cerrados debido al alto coste de mantenimiento y la poca demanda. Un año más tarde, Widerøe cambió los Twin Otter por los Dash 8. Las subvenciones otorgadas en 1996 ascendieron a 3,9 millones de coronas, permitiendo obtener beneficios de unos 1,4 millones. En 1997 el aeropuerto pasó de la administración municipal a Avinor previo pago de 3,9 millones de coronas, pero la asistencia en tierra siguió siendo responsabilidad del municipio. Unos meses más tarde, los vuelos hacia la zona quedaron sujetos a la modalidad de servicio público obligatorio.
A mediados de la década de 1990, el concejo municipal de Nordreisa sugirió el cambio de nombre del aeropuerto de Sørkjosen a Nordreisa, argumentando que permitiría explotar a la zona como destino turístico. Sin embargo, el Ministerio de Transportes y Comunicaciones rechazó la propuesta, indicando que, por regla general, los aeropuertos reciben el nombre de la localidad más cercana, antes que el nombre del municipio. En 2005 se instalaron elementos de seguridad en el recinto, provocando una pequeña remodelación que consistió en separar la zona de llegada de la de salida. Unos años más tarde, el aeropuerto se sometió a una serie de mejoras de seguridad mediante una ampliación de la zona de exclusión de la pista y el cambio de las luces de aterrizaje. El costo total llegó a las 40 millones de coronas.

## Instalaciones
El aeropuerto cuenta con una única pista de asfalto de 880 m de largo por 30 m de ancho, orientada en dirección 15-33 (aproximadamente norte-sur). Posee una terminal de pasajeros y una central de operaciones. La terminal tiene una capacidad de sesenta pasajeros por hora y una pista de espera para un avión, y está operada por veinte trabajadores. En cuanto al transporte, el estacionamiento es gratuito y hay servicios de taxis y alquiler de automóviles.

## Aerolíneas y destinos
En 2017 estas rutas son operadas por aviones Dash 8-100 de Widerøe con destino a Tromsø y algunos otros aeropuertos de Finnmark. Estas rutas operan como servicio público obligatorio, tal como indica el Ministerio de Transportes y Comunicaciones. En el año 2014 se registraron un total de 15 198 pasajeros, 2343 operaciones y no hubo movimientos de carga. El aeropuerto sirve a la zona de Sørkjosen y al resto de comunidades del norte de Troms, siendo el único de su clase en el condado.
| Aerolíneas | Destinos                     |
| ---------- | ---------------------------- |
| Widerøe    | Hammerfest, Kirkenes, Tromsø |

## Estadísticas
Ver fuente y consulta Wikidata.